# Kněžický Vrch
Kněžický vrch est une petite station de ski située près de Vrchlabí dans la région de Hradec Králové, dans le nord de la République tchèque.
Le petit domaine skiable, peu varié mais très ensoleillé, est situé sur les pentes de la montagne Kněžický vrch (710 m), sur les hauteurs du centre historique de Vrchlabi. Les pistes, tracées de part et d'autre du télésiège et du téléski principaux, sont particulièrement adaptées aux débutants. Les pistes signalées comme de difficulté rouge mériteraient en fait clairement une signalisation bleue. Le dénivelé total proposé — à peine plus de 150 m — est l'un des plus faibles de la région.
Vu l'altitude particulièrement faible du domaine, l'utilisation de canons à neige est de fait indispensable pour assurer l'exploitation indépendamment des précipitations naturelles.
Malgré un accès par la route relativement mal signalé, la station est — comme ses voisines — très fréquentée. Cela a pour conséquence des files d'attente parfois importantes à chaque remontée mécanique – notamment lors des semaines de vacances scolaires tchèques.